# 徐崇德
徐崇德（1911年5月10日—1985年8月16日），臺灣政治人物，日治台灣桃園廳南崁區南崁內厝庄溪州（今桃園市蘆竹區長興里）人，曾任第一屆及第二屆桃園縣縣長。

## 生平
徐崇德1911年5月10日出生，1920年自南崁公學校（今桃園市蘆竹區南崁國民小學）畢業，1927年4月進入私立淡水中學（今淡江高級中學）就讀，1930年3月轉赴日本就讀同志社中學，翌年4月入立命館大學預備科，1933年8月休學，1934年受到推選擔任溪州部落振興會副會長。1936年4月又任溪州國語傳習所講師，1937年3月辭職:212:182。
1950年第一屆桃園縣長選舉，徐崇德受北區支持，對上強敵南區的徐言。第一次開票結果，雙方皆未過半，進入第二階段選舉，最終徐崇德以領先僅768票，擊敗徐言當選縣長。
徐崇德在縣長任內，透過「南北和談」政治協商，協議如北區的人當選縣長，則南區人士出任議長，每兩屆輪流一次、而議會的正副議長，由南北議員分別推任。:283適逢臺灣戒嚴時期，與中國國民黨關係良好的徐崇德曾將徐家祖厝蘆竹愛吾盧部分空間提供給保密局成立「國防部保密局桃園感訓所」，期間關押過許多軍政人物（有孫立人案李鴻將軍、郭廷亮、秘書黃正、軍法局長包啟黃以及前保密局北平站站長喬家才等）（1960年代移置龍潭）。
徐崇德在理財方面被視為差勁。據說他過份信賴女婿——前縣府民政局長，投資一百萬元從事漁業生意，結果漁船出事以致血本無歸。:283卸任後，轉任省農工企業部門。八個月後，適逢臺灣省主席周至柔主政，徐崇德調任省府參議。
1965年，桃園縣工業發展投資促進會成立，徐崇德受聘為總幹事。:284

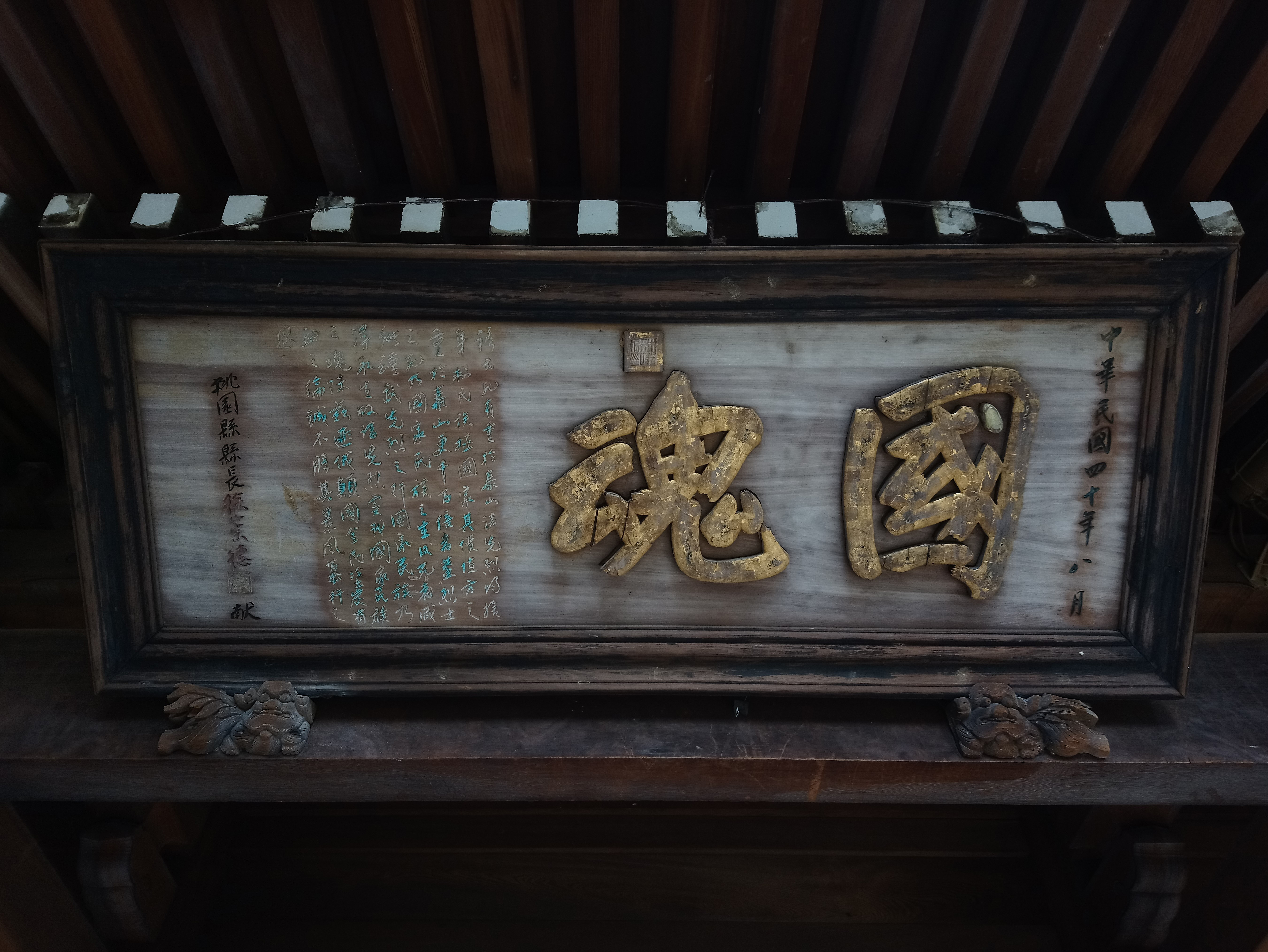
桃園忠烈祠桃園縣縣長徐崇德所題匾額（1951年）

]]

## 其他
- 徐崇德在競選桃園縣長之初，當時中央官員袁守謙問他：「你既不會講國語，也聽不懂客家話，怎能當縣長？」徐崇德回答：「在半年內學好！」[3]:283